# ガーディアンズ・オブ・ザ・ギャラクシー (2008年のチーム)
ガーディアンズ・オブ・ザ・ギャラクシー（Guardians of the Galaxy）は、マーベルコミックスが出版する作品に登場する架空のスーパーヒーローチームである。多数の作家によって作られた既存のキャラクターを使い、ダン・アブネットとアンディ・ランニングによってチームが創造された。アーノルド・ドレイクとジェーン・コーランによって創造された1969年のチームに続き、この名前を使って活動するチームは2組目である。初登場は『Guardians of the Galaxy (vol. 2)』第1号（2008年5月）である。
2014年8月に映画が公開された。

## 出版上の歴史
『Guardians of the Galaxy』の第2期（vol. 2）は2008年5月に出版され、ダン・アブネットとアンディ・ランニングが執筆し、『Annihilation: Conquest』のストーリーで登場したキャラクターによる新チームがフィーチャされた。
『Annihilation: Conquest』の展開中に書かれたアブネットとランニングの作品は、彼らがいつか立ち上げたいと思っていた新しいガーディアンズ・オブ・ザ・ギャラクシーのシリーズのための基礎を築いた。
このタイトルはアブネットとランニングが執筆する『Nova vol. 4』と並行して勧め進められた。2作は "War of Kings"と "Realm of Kings" でクロスオーバーした。ポール・ペルティエが最初の7号まで、ブラッド・ウォーカーとウェス・クレイグが第8号から第25号までの作画を務めた。
シリーズは2010年4月に第25号を以て終了した。いくつかのプロットは『The Thanos Imperative』第1-6号と2冊のワンショット（2010年5月、2011年1月）に締結された。
チームは『Avengers Assemble』第4-8号（2012年6月 - 10月）で再結集した。
ガーディアンズ・オブ・ザ・ギャラクシーはマーベルNOW!の際、ブライアン・マイケル・ベンディス脚本、スティーヴ・マクニヴン作画による新シリーズが0.1号から始まった。以前のガーディアンたちに加え、新たにアイアンマンがチームに加わった。

## チームの歴史
クリーによるファランクス侵攻の余波により、スター・ロードは、危機が起こってから反応するのではなく、積極的に銀河を守るために積極的に活動する星間ヒーローのチームを設立することを決定した。このために彼はアダム・ウォーロック、ドラックス・ザ・デストロイヤー、ガモーラ、フィラ・ベル（新クエーサー、ロケット・ラクーン、グルート、そしてサポートスタッフにマンティスを召集した。同盟関係にあるノヴァの勧めにより、テレポーテーションシステムを備える宇宙ステーションノウェアを基地としている。コスモという名の知能の高くテレパス能力を持った犬がノウェアの警備長となり、新チームと密接に働いた。ユニバーサル・チャーチ・オブ・トゥルースとの対決後、チームはヴァンス・アストロと名乗る半記憶喪失の男（初代ガーディアンズ・オブ・ザ・ギャラクシーのメジャー・ヴィクトリー）と出会った。アストロはまだ名前が無かったこの新チームに自分たちと同じ「ガーディアンズ・オブ・ザ・ギャラクシー」を採用するように促した。チームは、結成の際にスターロードがマンティスにテレパシーで他のヒーローたちに参加を強制させていたことが判明すると解散した。

### War of Kings
ウォーロックとガモーラはチームに戻り、ウォー・オブ・キングスを伝える。彼らはクリー、シャイア、そしてノウェアに残るものたちの3手に別れた。クリーのチームはブラックボルトとインヒューマンズと話し合うが、彼らは平和的要求を拒否した。一方シャイアのチームはヴァルカンとインペリアル・ガードの攻撃を受け、そして彼らはスタージャマーズと同盟した。
31世紀のガーディアンズはスター・ロード、マンティス、バグ、ジャック・フラッグ、コスモらに、戦争終結時にザ・フォルトと呼ばれる全てを破壊するエネルギー・リフトが作られると警告し、彼らを同時代へと連れて行った。未来へ連れてこられたスターロードのチームは、21世紀のウォーロックからメッセージを受け取った。ウォーロックはザ・フォルトの製造を止めることができなかったが、定期的に未使用となる期間を作ることに成功した。スターロードのチームはカーンの助けにより元の時空に戻るが、メイガスによりマンティス、コスモ、メジャー・ヴィクトリー、マーティア、ガモーラが倒された。
マーティアはメイルストロムの助けにより自らを解放し、マンティスがテレパシーで他のガーディアンズに救助を求めることができるようにした。彼らが助けに来た際、フィラ・ベルはメイルストロムの誤解によりサノスを開放してしまう。サノスはマーティアを殺害するが、ガーディアンズによって捕らえられ、ノウェアに閉じ込められる。

### The Thanos Imperative
宇宙が「キャンサーバース」と呼ばれる平行世界と繋がり、異世界人からの侵略が始まった際、ガーディアンズは戦争早期終結のためにサノスと組むことにした。途中、ドラックスがサノスを攻撃し、殺害される。彼らは最終的に戦争終結に成功するが、サノスは激怒し、皆殺しを決意する。スターロードはノヴァと共に崩壊するキャンサーバースに残り、ほかのガーディアンズを逃がした。
スターロードの死後、ガーディアンズは解散した。まだ目的を信じているコスモは「アニヒレーターズ」の名のもとに別のチームを結成した。ロケット・ラクーンとグルートは後に再開し、ガーディアンズの意志を継ぐことを決意した。
新チームは地球に降り立ちサノスに対抗するアベンジャーズを支援した。

## 評価
シリーズは肯定的な評価で始まった。2008年5月の第1号の推定売上は3万9854部であり、月間コミック売上で61位であった。第1号と第2号は完売し、後にコレクテッド・エディションが発売された。

## コレクテッド・エディション

### ハードカバー
| タイトル                                                  | 収録内容                                                               | ページ数 | 発行日     | ISBN               |
| --------------------------------------------------------- | ---------------------------------------------------------------------- | -------- | ---------- | ------------------ |
| Guardians of the Galaxy - Volume 1: Legacy                | Guardians of the Galaxy (vol. 2) #1-6                                  | 144      | 2009年1月  | ISBN 0-7851-3338-0 |
| Guardians of the Galaxy - Volume 2: War of Kings - Book 1 | Guardians of the Galaxy (vol. 2) #7-12                                 | 144      | 2009年6月  | ISBN 0-7851-3982-6 |
| Guardians of the Galaxy - Volume 3: War of Kings - Book 2 | Guardians of the Galaxy (vol. 2) #13-19 Marvel Spotlight: War of Kings | 168      | 2009年11月 | ISBN 0-7851-4127-8 |
| Guardians of the Galaxy - Volume 4: Realm of Kings        | Guardians of the Galaxy (vol. 2) #20-25                                | 144      | 2010年7月  | ISBN 0-7851-4543-5 |

### ソフトカバー
| タイトル                                                  | 収録内容                                                               | 発行日     | ISBN                   |
| --------------------------------------------------------- | ---------------------------------------------------------------------- | ---------- | ---------------------- |
| Guardians of the Galaxy - Volume 1: Legacy                | Guardians of the Galaxy (vol. 2) #1-6                                  | 2009年4月  | ISBN 0-7851-3338-0     |
| Guardians of the Galaxy - Volume 2: War of Kings - Book 1 | Guardians of the Galaxy (vol. 2) #7-12                                 | 2009年10月 | ISBN 0-7851-3339-9     |
| Guardians of the Galaxy - Volume 3: War of Kings - Book 2 | Guardians of the Galaxy (vol. 2) #13-19 Marvel Spotlight: War of Kings | 2010年4月  | ISBN 978-0-7851-4048-1 |
| Guardians of the Galaxy - Volume 4: Realm of Kings        | Guardians of the Galaxy (vol. 2) #20-25                                | 2010年11月 | ISBN 0-7851-4049-2     |

## 他のメディア

### テレビ
- アニメシリーズ『The Super Hero Squad Show』の第51話「When Strikes the Surfer」でダークサーファーによりガーディアンズ・オブ・ザ・ギャラクシーが言及される。
- アニメシリーズ『アベンジャーズ 地球最強のヒーロー』の第2シーズン第6話「Michael Korvac」でガーディアンズ・オブ・ザ・ギャラクシーが登場する。チームメンバーはスターロード、ロケット・ラクーン、グルート、フィラ・ベル、アダム・ウォーロックである。
- アニメシリーズ『アルティメット・スパイダーマン』の第2シーズンでガーディアンズ・オブ・ザ・ギャラクシーが登場予定である[40]。

### コンピュータゲーム
- アルティメット マーヴル VS. カプコン3 - 2011年11月17日発売。ロケットが登場。またノヴァによりスター・ロード、ロケットによりグルートが言及される。
- Marvel Heroes - 2013年発売のMMORPG。
- LEGO マーベル スーパー・ヒーローズ ザ・ゲーム - 2013年から2015年発売のアクションアドベンチャーゲーム。
- Marvel Avengers Alliance - 2012年から2016年に運営していたソーシャルゲーム。
- ディズニー インフィニティ2.0 - スター・ロード、ドラックス、ガモーラ、ロケット、グルート、ヨンドゥ、ロナンが登場。
- マーベル VS. カプコン:インフィニット - ロケット、ガモーラが登場。
- Marvel Contest of Champions - 格闘モバイルゲーム。スター・ロード、ガモーラ、ドラックス、ロケット、ロナン、グルート、アンジェラ、ヨンドゥ、ネビュラらが登場。
- Guardians of the Galaxy: The Telltale Series - 2017年発売のグラフィック・アドベンチャーゲーム。
- LEGO マーベル スーパー・ヒーローズ 2 ザ・ゲーム - スター・ロード、ガモーラ、ドラックス、ロケット、グルート、マンティス、ヨンドゥ、ネビュラが登場。
- MARVEL ULTIMATE ALLIANCE 3: The Black Order - 2019年発売のアクションRPG。スター・ロード、ガモーラ、ドラックス、ロケット、グルートが登場。
- Marvel's Guardians of the Galaxy - スクウェア・エニックスより2021年10月26日発売予定のアクションアドベンチャー[41]。